# Campionato mondiale di hockey su ghiaccio 1939
Il 13º Campionato mondiale di hockey su ghiaccio, valido anche come 24º campionato europeo di hockey su ghiaccio, si tenne nel periodo fra il 3 e il 12 febbraio 1939 nelle città di Zurigo e di Basilea, in Svizzera, quattro anni dopo il primo mondiale disputatosi nel paese nel 1935. Fu inoltre l'ultimo mondiale disputatosi prima dello scoppio della Seconda guerra mondiale, evento che interruppe la manifestazione fino al 1947. Al via si presentarono quattordici squadre, e fecero il proprio esordio internazionale le selezioni della Finlandia e della Jugoslavia. Nella fase preliminare, composta da due gruppi da quattro squadre e due da tre squadre, si qualificarono alla seconda fase le prime due nazionali di ogni raggruppamento, mentre le eliminate disputarono un primo girone di consolazione. Nella seconda fase, con due gruppi da quattro squadre, le prime due di ciascun gruppo avanzarono al girone finale, mentre le perdenti disputarono un girone di consolazione per il quinto posto.
Il Canada conquistò l'undicesimo titolo mondiale superando in finale la selezione degli Stati Uniti, mentre la medaglia di bronzo mondiale fu vinta dalla padrona di casa, la Svizzera. A margine dell'evento iridato si tenne la finale per il campionato europeo, conteso fra Svizzera e Cecoslovacchia, giunte a pari punti nel girone finale mondiale, in cui si imposero i rossocrociati per 2-0.

## Gironi preliminari

### Gruppo A
| Basilea 3 febbraio 1939 | Germania | 12 – 1 (2-0; 7-1; 3-0) | Finlandia | St. Margarethen |

| Basilea 3 febbraio 1939 | Stati Uniti | 5 – 0 (3-0; 1-0; 1-0) | Italia | St. Margarethen |

| Basilea 4 febbraio 1939 | Italia | 5 – 2 (1-0; 1-0; 3-2) | Finlandia | St. Margarethen |

| Basilea 4 febbraio 1939 | Stati Uniti | 4 – 0 (2-0; 0-0; 2-0) | Germania | St. Margarethen |

| Basilea 5 febbraio 1939 | Stati Uniti | 4 – 0 (0-0; 1-0; 3-0) | Finlandia | St. Margarethen |

| Basilea 5 febbraio 1939 | Germania | 4 – 4 (d.t.s.) (1-0; 3-2; 0-2; 0-0; 0-0) | Italia | St. Margarethen |

| Pos. |             | PG | V | N | P | GF | GS | DR  | Pt |
| 1.   | Stati Uniti | 3  | 3 | 0 | 0 | 13 | 0  | +13 | 6  |
| 2.   | Germania    | 3  | 1 | 1 | 1 | 16 | 9  | +7  | 3  |
| 3.   | Italia      | 3  | 1 | 1 | 1 | 9  | 11 | -2  | 3  |
| 4.   | Finlandia   | 3  | 0 | 0 | 3 | 3  | 21 | -18 | 0  |

### Gruppo B
| Basilea 3 febbraio 1939 | Cecoslovacchia | 24 – 0 (10-0; 7-0; 7-0) | Jugoslavia | St. Margarethen |

| Zurigo 3 febbraio 1939 | Svizzera | 12 – 0 (5-0; 3-0; 4-0) | Lettonia | Dolder Eisbahn |

| Zurigo 4 febbraio 1939 | Svizzera | 23 – 0 (7-0; 7-0; 9-0) | Jugoslavia | Dolder Eisbahn |

| Zurigo 4 febbraio 1939 | Cecoslovacchia | 9 – 0 (3-0; 3-0; 3-0) | Lettonia | Dolder Eisbahn |

| Zurigo 5 febbraio 1939 | Lettonia | 6 – 0 (0-0; 3-0; 3-0) | Jugoslavia | Dolder Eisbahn |

| Zurigo 5 febbraio 1939 | Svizzera | 1 – 0 (0-0; 1-0; 0-0) | Cecoslovacchia | Dolder Eisbahn |

| Pos. |                | PG | V | N | P | GF | GS | DR  | Pt |
| 1.   | Svizzera       | 3  | 3 | 0 | 0 | 36 | 0  | +36 | 6  |
| 2.   | Cecoslovacchia | 3  | 2 | 0 | 1 | 33 | 1  | +32 | 4  |
| 3.   | Lettonia       | 3  | 1 | 0 | 2 | 6  | 18 | -12 | 2  |
| 4.   | Jugoslavia     | 3  | 0 | 0 | 3 | 0  | 53 | -53 | 0  |

### Gruppo C
| Basilea 3 febbraio 1939 | Canada | 8 – 0 (1-0; 4-0; 3-0) | Paesi Bassi | St. Margarethen |

| Basilea 4 febbraio 1939 | Polonia | 9 – 0 (3-0; 2-0; 4-0) | Paesi Bassi | St. Margarethen |

| Basilea 5 febbraio 1939 | Canada | 4 – 0 (2-0; 1-0; 1-0) | Polonia | St. Margarethen |

| Pos. |             | PG | V | N | P | GF | GS | DR  | Pt |
| 1.   | Canada      | 2  | 2 | 0 | 0 | 12 | 0  | +12 | 4  |
| 2.   | Polonia     | 2  | 1 | 0 | 1 | 9  | 4  | +5  | 2  |
| 3.   | Paesi Bassi | 2  | 0 | 0 | 2 | 0  | 17 | -17 | 0  |

### Gruppo D
| Zurigo 3 febbraio 1939 | Ungheria | 8 – 1 (2-0; 4-1; 2-0) | Belgio | Dolder Eisbahn |

| Zurigo 4 febbraio 1939 | Regno Unito | 3 – 1 (0-0; 0-1; 3-0) | Belgio | Dolder Eisbahn |

| Zurigo 5 febbraio 1939 | Regno Unito | 1 – 0 (1-0; 0-0; 0-0) | Ungheria | Dolder Eisbahn |

| Pos. |             | PG | V | N | P | GF | GS | DR | Pt |
| 1.   | Regno Unito | 2  | 2 | 0 | 0 | 4  | 1  | +3 | 4  |
| 2.   | Ungheria    | 2  | 1 | 0 | 1 | 8  | 2  | +6 | 2  |
| 3.   | Belgio      | 2  | 0 | 0 | 2 | 2  | 11 | -9 | 0  |

## Girone di consolazione 9º-14º posto

### Gruppo A
| Basilea 6 febbraio 1939 | Paesi Bassi | 2 – 1 (1-1; 1-0; 0-0) | Finlandia | St. Margarethen |

| Basilea 7 febbraio 1939 | Italia | 2 – 1 (0-0; 0-0; 2-1) | Paesi Bassi | St. Margarethen |

| Basilea 8 febbraio 1939 | Italia | 2 – 1 (0-0; 1-1; 1-0) | Finlandia | St. Margarethen |

| Pos. |             | PG | V | N | P | GF | GS | DR | Pt |
| 1.   | Italia      | 2  | 2 | 0 | 0 | 4  | 2  | +2 | 4  |
| 2.   | Paesi Bassi | 2  | 1 | 0 | 1 | 3  | 3  | 0  | 2  |
| 3.   | Finlandia   | 2  | 0 | 0 | 2 | 2  | 4  | -2 | 0  |

### Gruppo B
| Zurigo 6 febbraio 1939 | Lettonia | 5 – 1 (2-0; 1-1; 2-0) | Belgio | Dolder Eisbahn |

| Zurigo 7 febbraio 1939 | Belgio | 3 – 3 (2-1; 1-0; 0-2) | Jugoslavia | Dolder Eisbahn |

| Zurigo 8 febbraio 1939 | Lettonia | 4 – 0 (2-0; 0-0; 2-0) | Jugoslavia | Dolder Eisbahn |

| Pos. |            | PG | V | N | P | GF | GS | DR | Pt |
| 1.   | Lettonia   | 2  | 2 | 0 | 0 | 9  | 1  | +8 | 4  |
| 2.   | Belgio     | 2  | 0 | 1 | 1 | 4  | 8  | -4 | 1  |
| 3.   | Jugoslavia | 2  | 0 | 1 | 1 | 3  | 7  | -4 | 1  |

### Finale per il 9º posto
| Basilea 9 febbraio 1939 | Italia | 2 – 1 (1-1; 1-0; 0-0) | Lettonia | St. Margarethen |

## Seconda fase

### Gruppo A
| Zurigo 7 febbraio 1939 | Cecoslovacchia | 1 – 1 (d.t.s.) (0-0; 1-0; 0-1; 0-0; 0-0) | Germania | Dolder Eisbahn |

| Zurigo 7 febbraio 1939 | Canada | 4 – 0 (0-0; 0-0; 4-0) | Regno Unito | Dolder Eisbahn |

| Zurigo 8 febbraio 1939 | Regno Unito | 0 – 1 (0-0; 0-0; 0-1) | Germania | Dolder Eisbahn |

| Basilea 8 febbraio 1939 | Canada | 2 – 1 (0-1; 0-0; 2-0) | Cecoslovacchia | St. Margarethen |

| Basilea 9 febbraio 1939 | Regno Unito | 0 – 2 (0-1; 0-1; 0-0) | Cecoslovacchia | St. Margarethen |

| Zurigo 9 febbraio 1939 | Canada | 9 – 0 (2-0; 5-0; 2-0) | Germania | Dolder Eisbahn |

| Pos. |                | PG | V | N | P | GF | GS | DR  | Pt |
| 1.   | Canada         | 3  | 3 | 0 | 0 | 15 | 1  | +14 | 6  |
| 2.   | Cecoslovacchia | 3  | 1 | 1 | 1 | 4  | 3  | +1  | 3  |
| 3.   | Germania       | 3  | 1 | 1 | 1 | 2  | 10 | -8  | 3  |
| 4.   | Regno Unito    | 3  | 0 | 0 | 3 | 0  | 7  | -7  | 0  |

### Gruppo B
| Basilea 7 febbraio 1939 | Stati Uniti | 3 – 0 (1-0; 1-0; 1-0) | Ungheria | St. Margarethen |

| Basilea 7 febbraio 1939 | Svizzera | 4 – 0 (0-0; 4-0; 0-0) | Polonia | St. Margarethen |

| Basilea 8 febbraio 1939 | Polonia | 5 – 3 (1-1; 2-0; 2-2) | Ungheria | St. Margarethen |

| Basilea 8 febbraio 1939 | Svizzera | 3 – 2 (0-0; 2-2; 1-0) | Stati Uniti | St. Margarethen |

| Basilea 9 febbraio 1939 | Stati Uniti | 4 – 0 (0-0; 2-0; 2-0) | Polonia | St. Margarethen |

| Basilea 9 febbraio 1939 | Svizzera | 5 – 2 (2-1; 2-0; 1-1) | Ungheria | St. Margarethen |

| Pos. |             | PG | V | N | P | GF | GS | DR | Pt |
| 1.   | Svizzera    | 3  | 3 | 0 | 0 | 12 | 4  | +8 | 6  |
| 2.   | Stati Uniti | 3  | 2 | 0 | 1 | 9  | 3  | +4 | 4  |
| 3.   | Polonia     | 3  | 1 | 0 | 2 | 5  | 11 | -6 | 2  |
| 4.   | Ungheria    | 3  | 0 | 0 | 3 | 5  | 13 | -8 | 0  |

## Girone di consolazione 5º-8º posto
| Basilea 10 febbraio 1939 | Polonia | 3 – 0 (1-0; 1-0; 1-1) | Ungheria | St. Margarethen |

| Zurigo 11 febbraio 1939 | Germania | 6 – 2 (0-2; 3-0; 3-0) | Ungheria | Dolder Eisbahn |

| Basilea 12 febbraio 1939 | Germania | 4 – 0 (1-0; 3-0; 0-0) | Polonia | St. Margarethen |

| Pos. |             | PG       | V        | N        | P        | GF       | GS       | DR       | Pt       |
| 5.   | Germania    | 2        | 2        | 0        | 0        | 10       | 2        | +8       | 4        |
| 6.   | Polonia     | 2        | 1        | 0        | 1        | 3        | 4        | -1       | 2        |
| 7.   | Ungheria    | 2        | 0        | 0        | 2        | 2        | 9        | -7       | 0        |
| 8.   | Regno Unito | Ritirato | Ritirato | Ritirato | Ritirato | Ritirato | Ritirato | Ritirato | Ritirato |

## Girone finale
| Zurigo 10 febbraio 1939 | Stati Uniti | 1 – 0 (d.t.s.) (0-0; 0-0; 0-0) | Cecoslovacchia | Dolder Eisbahn |

| Basilea 10 febbraio 1939 | Svizzera | 0 – 7 (0-2; 0-4; 0-1) | Canada | St. Margarethen |

| Basilea 11 febbraio 1939 | Svizzera | 1 – 2 (0-1; 0-0; 1-1) | Stati Uniti | St. Margarethen |

| Basilea 11 febbraio 1939 | Canada | 4 – 0 (0-0; 1-0; 3-0) | Cecoslovacchia | St. Margarethen |

| Basilea 12 febbraio 1939 | Canada | 4 – 0 (3-0; 1-0; 0-0) | Stati Uniti | St. Margarethen |

| Zurigo 12 febbraio 1939 | Svizzera | 0 – 0 (d.t.s.) (0-0; 0-0; 0-0; 0-0; 0-0) | Cecoslovacchia | Dolder Eisbahn |

| Pos. |                | PG | V | N | P | GF | GS | DR  | Pt |
| 1.   | Canada         | 3  | 3 | 0 | 0 | 15 | 0  | +15 | 6  |
| 2.   | Stati Uniti    | 3  | 2 | 0 | 1 | 3  | 5  | -2  | 4  |
| 3.   | Svizzera       | 3  | 0 | 1 | 2 | 1  | 9  | -8  | 1  |
| 4.   | Cecoslovacchia | 3  | 0 | 1 | 2 | 0  | 6  | -6  | 1  |

## Graduatoria finale
| Pos | Squadra        |
| --- | -------------- |
|     | Canada         |
|     | Stati Uniti    |
|     | Svizzera       |
| 4   | Cecoslovacchia |
| 5   | Germania       |
| 6   | Polonia        |
| 7   | Ungheria       |
| 8   | Regno Unito    |
| 9   | Italia         |
| 10  | Lettonia       |
| 11  | Paesi Bassi    |
| 12  | Belgio         |
| 13  | Jugoslavia     |
| 14  | Finlandia      |

| Campione del mondo di hockey su ghiaccio 1939 |
| Canada 11º titolo                             |

| Pos | Squadra     | Formazione |
| --- | ----------- | --- |
|     | Canada      | Bunny Dame, Benny Hayes, Joe Benoit, Tom Johnston, Jim Haight, Mel Snowdon, Duke Scodellaro, Mickey Brennen, Dick Kowcinak, Ab Cronie, Jim Morris, John McCreedy, Buck Buchanan                           |
|     | Stati Uniti | Arthur Bogue, Ralph Dondi, Thomas Leaky, Edward Maki, Richard Maley, Ed Nicholson, George Quirk, Leonard Saari, Allen Van, Spencer Wagnild                                                                |
|     | Svizzera    | Hugo Müller, Albert Künzler, Franz Geromini, Christian Badrutt, Trauffer, A. Geromini, Hans Cattini, Bibi Torriani, Charles Kessler, Herbert Kessler, Beat Rüedi, Reto Delnon, Heini Lohrer, Walter Dürst |

## Campionato europeo
Il torneo fu valido anche per il 24º campionato europeo e venne utilizzata la graduatoria finale del campionato mondiale per determinare le posizioni del torneo continentale; la vittoria andò, in un incontro organizzato a margine dei mondiali, alla Svizzera, giunta al terzo successo continentale, oltre che vincitrice della medaglia di bronzo nei mondiali.

### Finale
| Basilea 5 marzo 1939 | Svizzera | 2 – 0 (0-0; 1-0; 1-0) | Cecoslovacchia | St. Margarethen |

| Pos | Squadra        |
| --- | -------------- |
|     | Svizzera       |
|     | Cecoslovacchia |
|     | Germania       |
| 4   | Polonia        |
| 5   | Ungheria       |
| 6   | Regno Unito    |
| 7   | Italia         |
| 8   | Lettonia       |
| 9   | Paesi Bassi    |
| 10  | Belgio         |
| 11  | Jugoslavia     |
| 12  | Finlandia      |